# Dunne Regio
La Dunne Regio è una struttura geologica della superficie di Gaspra.